# سد كاميجي
سد كاميجي هو سد يقع في شيما، محافظة ميه، اليابان. 